# Coriolanus
Gnaeus Marcius Coriolanus er en romersk sagnhelt.
Han vandt tilnavnet Coriolanus ved tapperhed i kamp omkring byen Corioli under Volscikrigene. Forbitret over at være blevet landsforvist efter politiske uenigheder blev han volscianernes nye general og førte dem mod Rom. Først da hans mor og hans hustru kom og bad om nåde, trak han sig tilbage. Han døde kort derefter.
Historien findes i Plutarchs Liv. Shakespeare skrev et skuespil efter Plutarch (i Thomas Norths engelske oversættelse).